# بوبینو

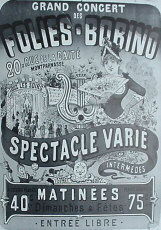

بوبینو (به فرانسوی: Bobino) نام سالن موسیقی‌ای هست که در خیابان مون‌پارناس شهر پاریس واقع شده‌است که این سالن بزرگترین سالن موسیقی فرانسه در قرن بیستم بود.
این سالن در طی تاریخ نام‌های متعددی داشته‌است.
- Les Folies Bobino در سال ۱۸۷۳
- Studio Bobino در سال ۱۹۹۱
- Gaieté Bobino and Bobin’o در سال ۲۰۰۷

## اجراها
افراد سرشناسی که در این سالن اجرا داشتند به شرح زیر است:
- جوزفین بیکر
- Guy Béart
- ژیلبر بکو
- ژرژ برسنس
- Lucienne Boyer
- ژاک برل
- دالیدا
- Marie-Louise Damien (Damia)

- Lucienne Delyle
- Marie Dubas
- Georges Guibourg
- ژولیت گرکو
- Pauline Julien
- Alice Prin (Kiki de Montparnasse)
- دانیل لاووا

- فلیکس لکلر
- Félix Mayol
- Mireille Hartuch
- Mistinguett
- ایو مونتان
- Georges Moustaki
- ادیت پیاف
- فریدا بوکارا

- سرژ رجیانی
- آمالیا خودریگش
- Monique Serf  (Barbara)
- Charles Trenet
- Tereza Kesovija
- Jocelyne Jocya
- a-ha
- ایمی واینهاوس